# 大和棟

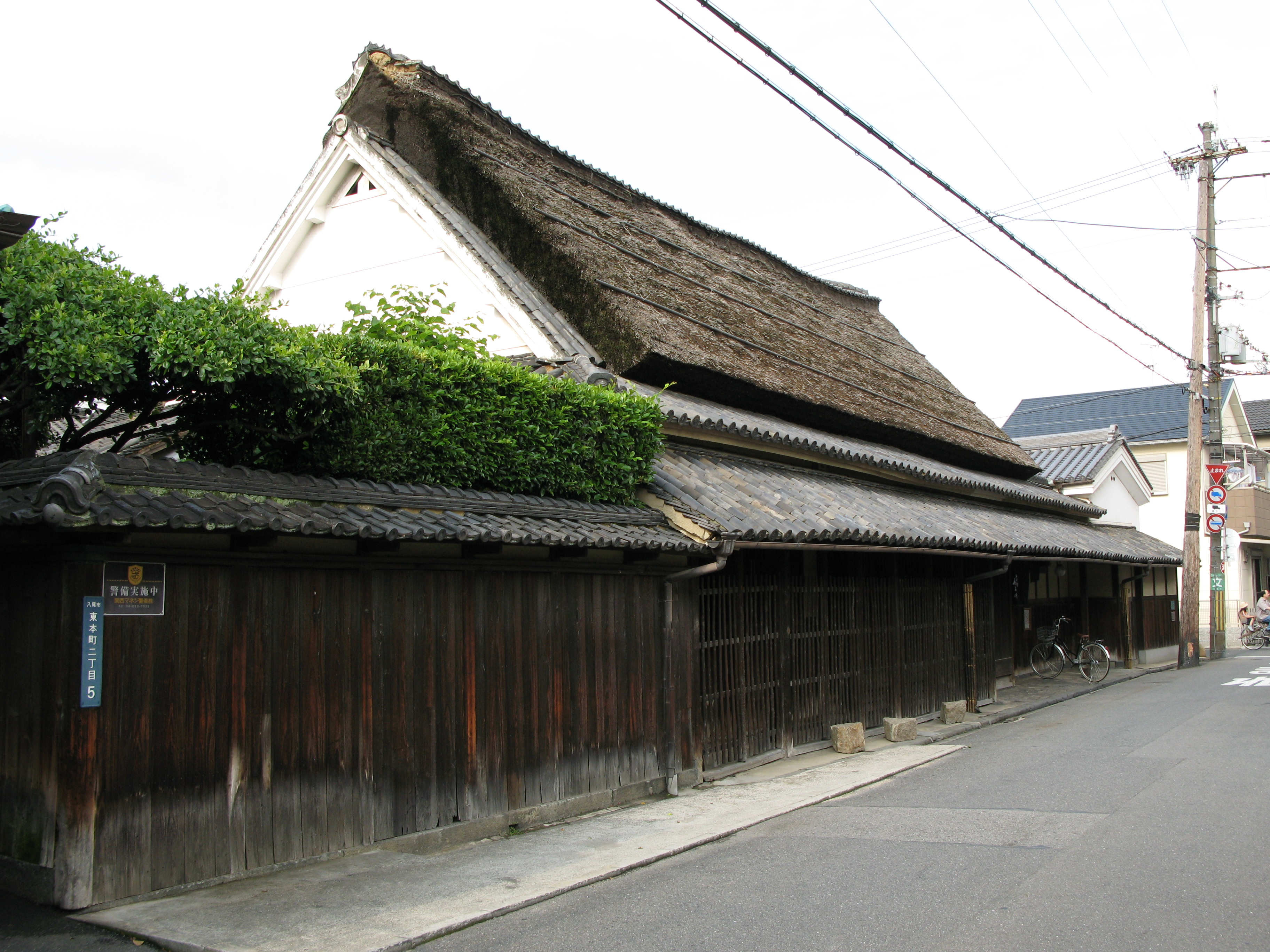
桃林堂板倉家住宅

大和棟（やまとむね）は、日本の切妻造民家建築の1つである。大正期より前においては、高塀造（たかへづくり）と呼ばれた。桃林堂板倉家住宅は、大和棟である民家の好例とされる。

## 概要
奈良県や大阪府、京都府南部の民家で見られる建築様式で、自作農以上の地位にある豊かな農家であることの証拠とされる。
形態としては、母屋部分の急勾配の切妻の茅葺と、下屋部分の緩勾配の屋根瓦が組み合わせられており、洗練された切妻の白い漆喰壁と屋根の対象性が美しいのが特徴。棟の高い部分が主屋で低い部分が釜屋（くどや土間）で構成されている。